# Terrey Hills, New South Wales
Terrey Hills este o suburbie în Sydney, Australia.